# Regierung Kristensen
Die Regierung Kristensen (dän. regeringen Kristensen) unter Ministerpräsident Knud Kristensen von der Venstre war vom 7. November 1945 bis zum 13. November 1947 die Regierung Dänemarks. Amtierende Könige waren Christian X. und Friedrich IX.
Die Regierung Kristensen war das 43. dänische Kabinett seit der Märzrevolution und die zweite Regierung nach dem Ende der deutschen Besatzung. Bis auf den parteilosen Außenminister wurden sämtliche Minister von der Venstre gestellt. Innenminister Ejnar Kjær starb im Amt. Es wurde das neue Amt eines Versorgungsministers geschaffen.

## Kabinettsliste
| Ressort                                              | Name                | Partei      | Amtsperiode                           |
| ---------------------------------------------------- | ------------------- | ----------- | ------------------------------------- |
| Ministerpräsident                                    | Knud Kristensen     | Venstre     |                                       |
| Äußeres                                              | Gustav Rasmussen    | Parteiloser |                                       |
| Finanzen                                             | Thorkild Kristensen | Venstre     |                                       |
| Krieg und Marine (vereint als Verteidigungsminister) | Harald Petersen     | Venstre     |                                       |
| Kirche                                               | M. Hartling         | Venstre     | ad interim: bis zum 12. November 1945 |
| Kirche                                               | Carl Hermansen      | Venstre     | ab dem 12. November 1945              |
| Bildung                                              | M. Hartling         | Venstre     |                                       |
| Justiz                                               | A. L. H. Elmquist   | Venstre     |                                       |
| Inneres                                              | Ejnar Kjær          | Venstre     | bis zum 18. Juni 1947                 |
| Inneres                                              | N. Arnth-Jensen     | Venstre     | ab dem 30. Juni 1947                  |
| öffentliche Arbeiten                                 | N. Elgaard          | Venstre     |                                       |
| Landwirtschaft und Fischerei                         | Erik Eriksen        | Venstre     |                                       |
| Industrie, Handel und Seefahrt                       | Jens Villemoes      | Venstre     | bis zum 6. September 1947             |
| Industrie, Handel und Seefahrt                       | Axel Kristensen     | Venstre     | ab dem 6. September 1947              |
| Versorgung                                           | Axel Kristensen     | Venstre     | bis zum 24. April 1947                |
| Arbeit und Soziales                                  | Søren P. Larsen     | Venstre     | bis zum 24. April 1947                |
| Arbeit und Soziales                                  | Jens Sønderup       | Venstre     | ab dem 24. April 1947                 |
| besondere Aufgaben                                   | Per Federspiel      | Venstre     |                                       |

## Quelle
- Statsministeriet: Regeringen Kristensen